# Bao (jeu)
Pour les articles homonymes, voir Bao.

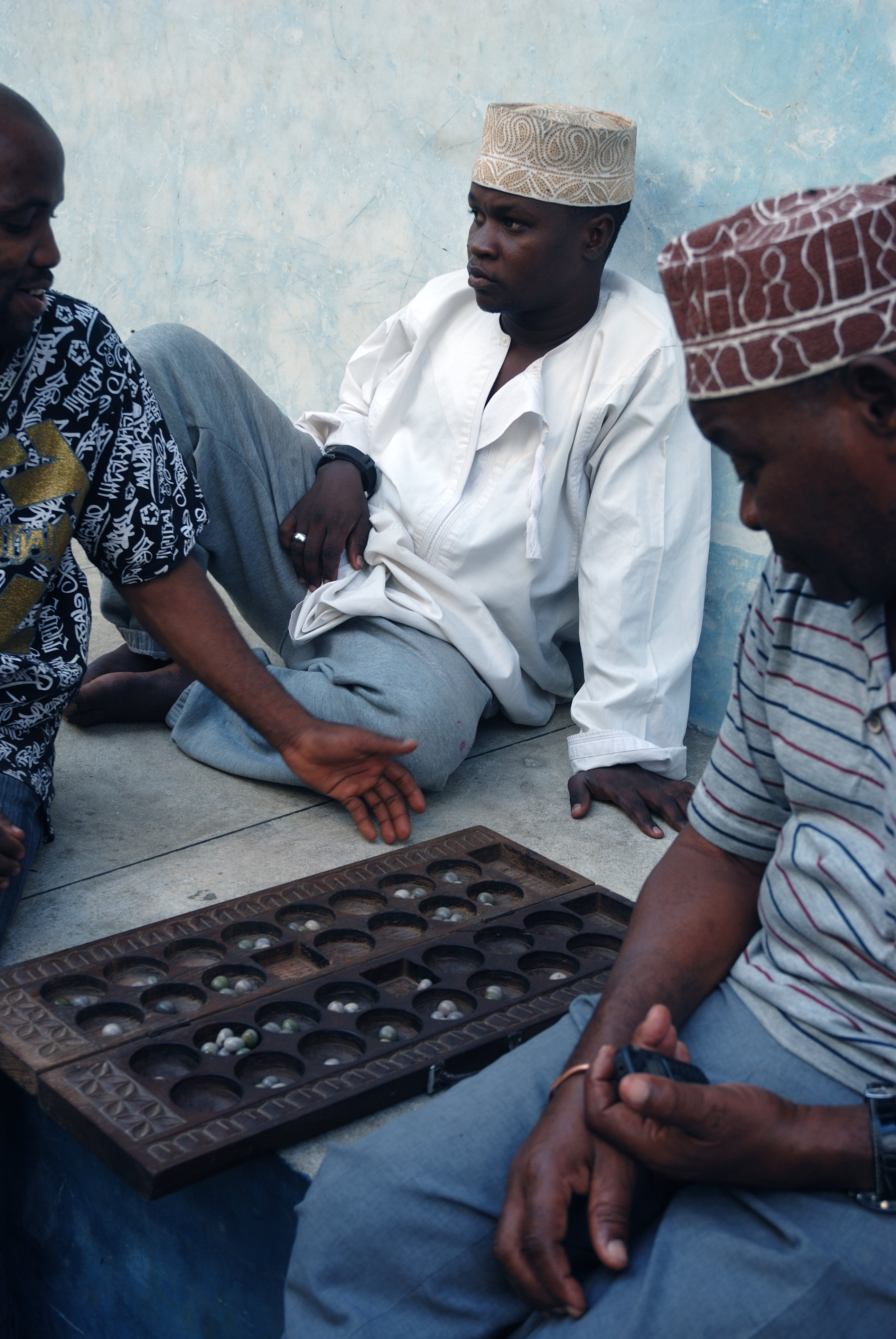
Une partie de bao à Zanzibar.

Le bao, du swahili Bao, signifiant planche/plateau du jeu de bao, est un jeu de société traditionnel de l'Afrique de l'Est, dont le Kenya, la Tanzanie, les Comores, le Malawi, le Burundi et d'une partie de la République démocratique du Congo, tout en étant surtout populaire au Kenya et en Tanzanie.

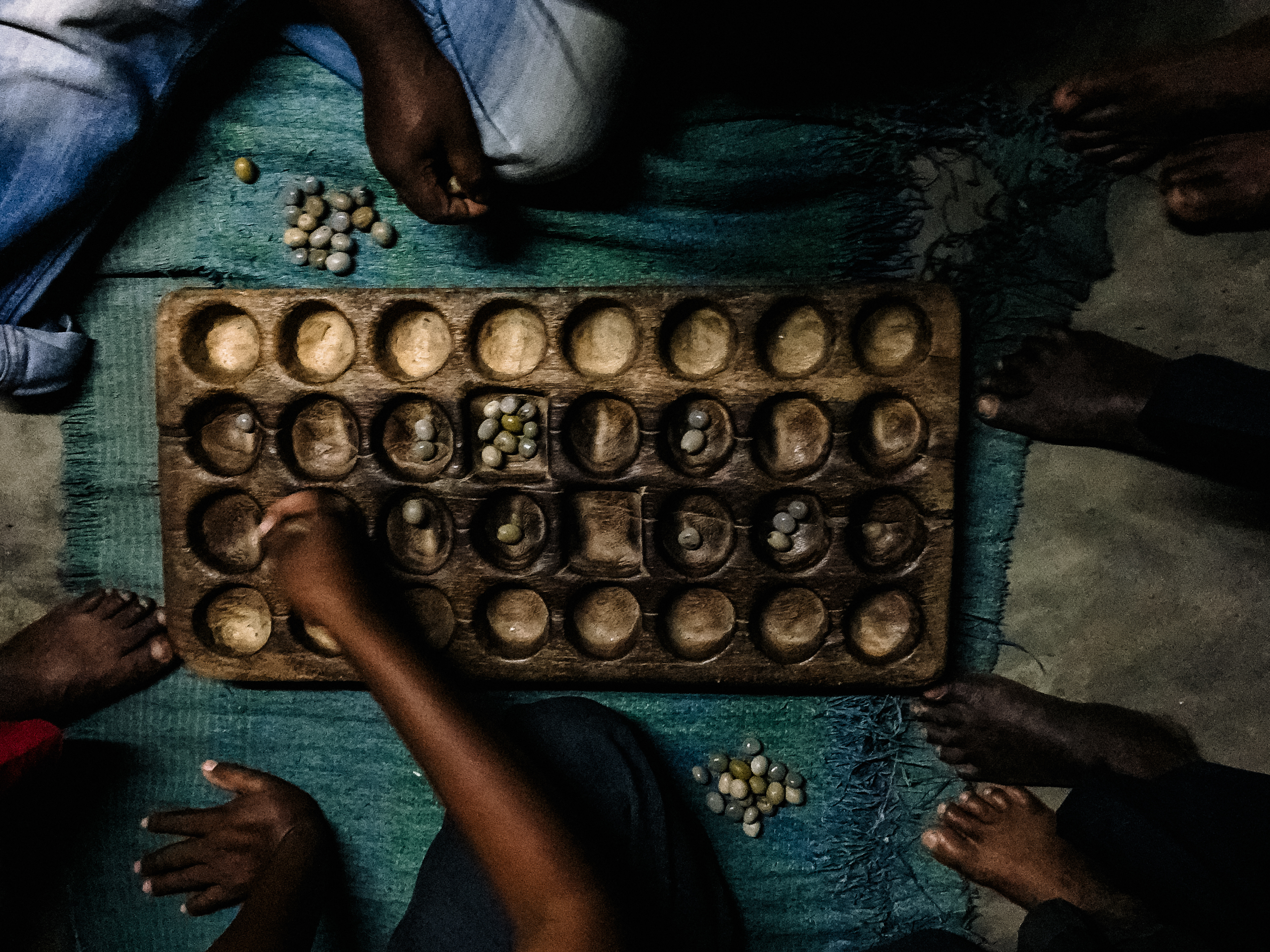
Jeu de bao.

Il fait partie de la famille de mancala, jeux de semis, jeux de stratégie combinatoire abstraits du type « compter et capturer » .